# Scranton, Arkansas
Scranton là một thành phố thuộc quận Logan, tiểu bang Arkansas, Hoa Kỳ. Năm 2010, dân số của thành phố này là 224 người.

## Dân số
- Dân số năm 2000: 222 người.
- Dân số năm 2010: 224 người.